# Jiří Šenkýř
Jiří Šenkýř (* 17. února 1952 Brno) je český politik a technik, v letech 1996 až 2002 senátor za obvod č. 51 – Žďár nad Sázavou, v letech 2003 až 2015 radní Rady pro rozhlasové a televizní vysílání a člen KDU-ČSL.

## Vzdělání, profese a rodina
V roce 1970 odmaturoval na SVVŠ v Brně na Křenové ulici. V letech 1970–1975 vystudoval technickou kybernetiku Elektrotechnické fakultě Vysokého učení technického v Brně. V letech 1978–1980 absolvoval postgraduální studium na ČVUT se specializací bezdemontážní diagnostika. Mezi lety 1975–1990 pracoval jako vedoucí údržby NC strojů v podniku Žďas ve Žďáře nad Sázavou. Roku 1990 působil jako tajemník ONV. Od roku 2003 je zaměstnán jako specialista státního podniku Povodí Moravy. Je ženatý, má pět dětí.

## Politická kariéra
Mezi lety 1990–1996 zastával post zastupitele a místostarosty města Žďár nad Sázavou.
Ve volbách 1996 se stal členem horní komory českého parlamentu, přestože jej v prvním kole porazila občanská demokratka Miroslava Němcová v poměru 30,78 % ku 23,20 % hlasů. Ve druhém kole ovšem zvítězil se ziskem 57,61 % hlasů Šenkýř. V letech 1996–2002 předsedal senátní frakci KDU-ČSL, mimoto zasedal ve Výboru pro vzdělávání, vědu, kulturu, lidská práva a petice.
Ve volbách 2002 svůj mandát obhajoval, ovšem nedostal se ani do druhého kola, a to o pouhých 65 hlasů.

## Radní RRTV
Od 15. května 2003 působil s malou přestávkou do 23. května 2015 jako člen Rady pro rozhlasové a televizní vysílání.